# Історія Камбоджі
Історія Камбоджі драматична і сумна. Давня цивілізація переживала страшні потрясіння, немовби війни та кризи полюбили цю країну. В 1953 отримано незалежність від Франції. В'єтнамське вторгнення 1978 р.; республіка відомої як Народна Республіка Кампучія доти, доки, в'єтнамські війська не були виведені з її території. Мирна угода 1991 року встановила перехідний уряд ООН в Кампучії для управління країною в перехідний період разом з багатопартійною Національною Верховною Радою. Відмова від комунізму в 1991 р.; звільнення політичних в'язнів, проголошення свободи слова й освіти, нових політичних партій в 1992 р. Відмова Червоних кхмерів від роззброєння відповідно до процесу мирного врегулювання; рішення Ради Безпеки ООН накласти обмежене ембарго на торгівлю з областями країни, контрольованими кхмерськими партизанами в 1992 р. На вільних виборах 1993 року переміг Об'єднаний Фронт за Незалежну, Нейтральну, Мирну і Об'єднану Камбоджу. У 1995 році кхмери все ще контролювали одну п'яту частину території країни.

## Давні часи
Перші згадки про цивілізацію на землі Королівства Камбоджа можна знайти в китайських та індійських літописах. Європейська назва «Камбоджа» являє собою перекручений варіант слова «Камбуджа» — похідного від імені індуса Камбу, міфічного праотця кхмерського (або камбоджійського) народу. Найпершою державою на території сучасної Камбоджі була імперія Фунань (II—VI ст. н. е.), яку у VIII ст. поглинула кхмерська держава Ченла.

## Кхмерська імперія

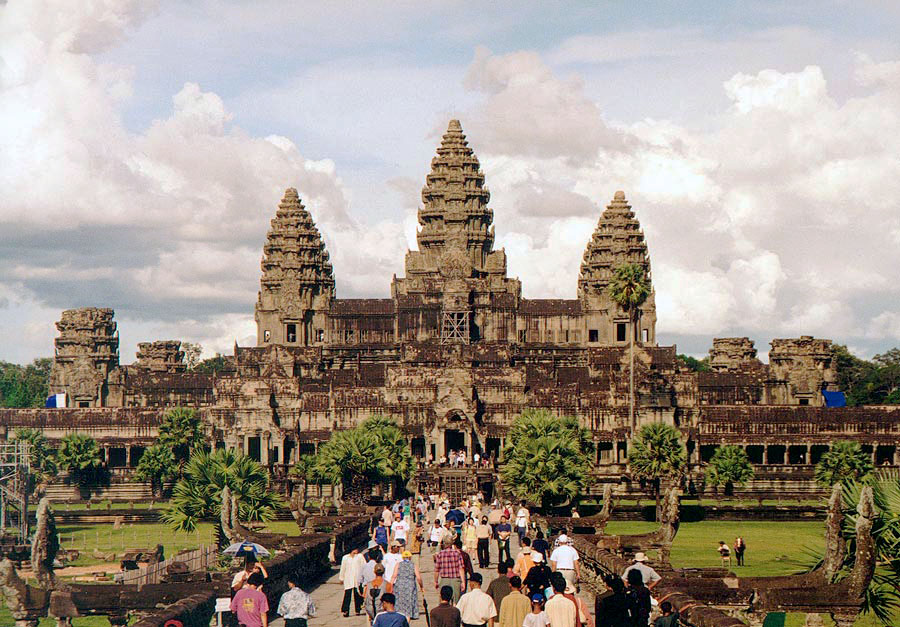
Ангкор

Після розпаду держави Ченла виникло нове Кхмерське королівство, засноване кхмерським принцом Джайяварманом II. З 802 року Джайяварман II ототожнювався своїми підданими з індуїстським божеством Шивою і став об'єктом культу дева-раджа, тобто «Бога-короля». До кінця IX ст. було побудоване перше столичне поселення Ангкор, у центрі якого підносилися химерні храми, що символізували поклоніння «Богу-королю».
Найвищого рівня державного розвитку кхмери досягли в період з X по XIV ст., коли ними були створені видатні пам'ятки архітектури. Найяскравішим прикладом таких споруд є зведений у першій половині XII ст. храмовий ансамбль Ангкор-Ват (руїни якого вдалося врятувати в середині XIX ст. від насування тропічного лісу). На той час територія держави виходила далеко за межі сучасних кордонів, поширюючись на велику частину західного Таїланду, Південного Лаосу, Центрального і Південного В'єтнаму.
З XIV століття почався занепад Кхмерської імперії. Процес прискорили феодальні міжусобиці і безперервні вторгнення завойовників. 1434 року кхмерські дворяни, не визнаючи владу сіамського уряду з Ангкору (після його захоплення ще 1431 року сіамцями), заснували нову кхмерську столицю Пномпень. А в 1620 році, після одруження кхмерського короля Четта II з в'єтнамською принцесою, кхмерську державу розділили між собою В'єтнам та Сіам. Коли наприкінці XVI ст. до регіону почали прибувати перші європейці, кхмерська держава, внаслідок вікового конфлікту, вже набула статусу васала Сіамської імперії.
У XVII—XVIII ст. В'єтнам анексував значну частину східної і південної Камбоджі, в якій на той час виявилося одразу два королі: одного з них підтримували в'єти, другого — тай (сіамці).

## Залежність від Франції
Король Нородом, який успадкував у 1860 році камбоджійський трон, не мав достатньо можливостей, щоб позбутися залежності від Сіаму, і при цьому відчував постійну загрозу з боку французів, які завоювали на той час Кохінхіну (європейська назва південної частини В'єтнаму). У 1863 р. монарх був змушений погодитися на перетворення королівства на протекторат Франції. Підписаний у 1884 р. договір істотно звузив коло повноважень короля Камбоджі і передбачав перебування в країні французьких резидентів-адміністраторів. У 1887 р. Камбоджа увійшла до складу колонії Французький Індокитай.
Французи намагалися реставрувати Ангкор. Крім того, примусивши Сіам повернути частину території Камбоджі, визначили сьогоднішні кордони держави. Після Другої світової війни Камбоджа здобула часткову незалежність у рамках Французького Союзу і в 1947 році була проголошена конституційною монархією.
Саме представники французької колоніальної адміністрації звели на престол 19-річного принца Нородома Сіанука, який був проголошений монархом 28 жовтня 1941 року. Вже понад 50 років він є символом держави. У світовій політиці навряд чи знайдеться суперечливіша постать. Ця людина була королем і вигнанцем, главою держави і в'язнем, його підносили до небес і засуджували до страти. Він — загальновизнаний майстер політичної гри, блискучий оратор і публіцист, тонкий знавець мистецтва, до того ж композитор, музикант, поет, кінематографіст. Сіанука в усі часи високо цінили як політичного діяча, вважаючи, що в Азії рівних йому немає.
У конституційній монархії, якою стала Камбоджа, влада короля виявилася сильно обмеженою, і в 1955 р. Нородом Сіанук зрікся престолу на користь свого батька, Нородома Сурамарита. Сам же як принц керував урядом, а потім був главою держави до 1970 р. До кінця цього періоду тенденція Сіанука на компроміс і лавірування між лівими і правими силами, а також між США (під час В'єтнамської війни) і КНР спонукала його почати репресії проти верхівки суспільства, яка готувала підґрунтя для рішучих дій правих сил. У березні 1970 р., внаслідок державного перевороту, владу в країні захопив генерал-лейтенант (пізніше маршал) Лон Нол, а принц Сіанук знайшов притулок у комуністичних повстанських силах Пол Пота, відомих як «червоні кхмери».

## Режим червоних кхмерів (1975—1979)
Новий режим не влаштував народні маси, вони чинили опір. Пол Пот пообіцяв народу побудувати новий світ, без корупції і нерівності, світ, у якому всі знайдуть справжню свободу. Про те, що таке «свобода по-полпотівськи», жителі країни дізналися практично одразу після захоплення влади «червоними кхмерами» у квітні 1975 року.
Для початку країну перейменували у Народну республіку Кампучію. Другим кроком стала ліквідація міст. Звинувачуючи всіх містян у «розкладанні», корупції, прихильності старому режиму та інших смертних гріхах, Пол Пот віддав наказ: протягом 72 годин всі міські мешканці повинні бути переселені до сільської місцевості, де їх будуть «перевиховувати працею».
Після започаткування «чистого, безкласового суспільства» пішли нові «експерименти»: скасування грошового і товарного обігу, заборона релігій, ліквідація системи освіти й інституту сім'ї. По суті, країна була перетворена на один величезний концтабір. Насунула хвиля масових страт, людей забивали палицями, мотиками, розстрілювали. Майже 5 років правили країною полпотівці, які знищили за цей час за різними оцінками від 1 до 3 млн людей. До моменту приходу до влади Пол Пота населення Камбоджі становило 7,5 млн осіб. Знову вийти на цей рівень країна змогла лише в 1990 році.
Політику геноциду було припинено у січні 1979 року завдяки повстанню патріотичних сил (Єдиний фронт національного спасіння Кампучії) за підтримки частин В'єтнамської народної армії.
Колись столицю Камбоджі Пномпень називали «східним Парижем». У січні 1979 року він нагадував місто після вибуху нейтронної бомби. У колись тримільйонній столиці не було жодного (!) жителя. І хоча нелюдський режим було повалено, мир і спокій не прийшли на камбоджійську землю.
Майже 20 років країну хвилює політична конфронтація. До міжнародного лексикону увійшло таке поняття, як «камбоджійська проблема». У 80-х роках новому уряду Хенг Самріна активно чинила опір коаліція, в якій домінували «червоні кхмери». Після виведення в'єтнамських військ у 1989 році і підписання мирної угоди Камбоджа на деякий час вільно зітхнула від політичних проблем. У 1993 році навіть були проведені загальні вибори, незважаючи на спроби «червоних кхмерів» зірвати їх. У результаті був створений коаліційний уряд з двома прем'єр-міністрами. Насамперед уряд розгорнув активний наступ на «червоних кхмерів», вигнавши їх з території Камбоджі до сусіднього Таїланду. Проте після цього прем'єрам Хун Сену і Ранаріту (сину короля Сіанука) в одному кабінеті стало тісно. Обидва прем'єр-міністри прагнули залучити на свою сторону вихідців із середовища «червоних кхмерів», і влітку 1997 р. Хун Сен знайшов привід, щоб відправити у відставку принца Нородома Ранаріда і його політичних союзників. На місце Ранаріда був призначений Унг Хуота. Колишнього першого прем'єр-міністра було звинувачено в тому, що у вигнанні він готував змову і займався контрабандою зброї. У липні 1997 р. сталися збройні сутички між прибічниками двох ворогуючих партій, що спричинило урядову кризу. У 1998 р. Ранарід був амністований і отримав дозвіл повернутися на батьківщину. Оскільки липневі події 1997 р. трактувалися за кордоном як військовий переворот, місце країни на 52-й Генеральній асамблеї ООН залишалося незайнятим, і її прийняття до Асоціації держав Південно-Східної Азії було відкладене.
Щоб надати своїй владі легітимності, Хун Сен 26 липня 1998 р. провів вибори до Національних зборів. Однак результати виборів були заперечені опозицією, яка вважала несправедливим розподіл мандатів. Демонстрації та інші акції протесту, що супроводжувалися сутичками з людськими жертвами, тривали протягом чотирьох місяців, доки Хун Сен і Ранарід не погодилися на формування коаліції. Єдина посада прем'єр-міністра відводилася Хун Сену, а Ранарід 25 листопада 1998 р. був обраний головою Національних зборів. Через 5 днів був затверджений коаліційний уряд. Домовленості вдалося досягнути також і з питання створення верхньої палати — сенату. Єдиною опозиційною силою залишається партія Сама Ренси.
У листопаді 1998 р., у відповідь на звернення керівників Камбоджі, до країни прибула група експертів ООН для вивчення можливостей судового переслідування керівників «червоних кхмерів». 26 грудня Кхіеу Сампхан, номінальний голова «червоних кхмерів», і Нуон Чеа, найближчий соратник Пол Пота, змушені були вийти зі складу уряду.